# Аксуат (Тимірязєвський район)
Аксуа́т (каз. Ақсуат) — село у складі Тимірязєвського району Північноказахстанської області Казахстану. Адміністративний центр та єдиний населений пункт Аксуатського сільського округу.
Населення — 682 особи (2021; 1099 у 2009, 1653 у 1999, 2321 у 1989).
Національний склад станом на 1989 рік:
- росіяни — 39 %
- казахи — 35 %